# Синхрофазотрон ОІЯД

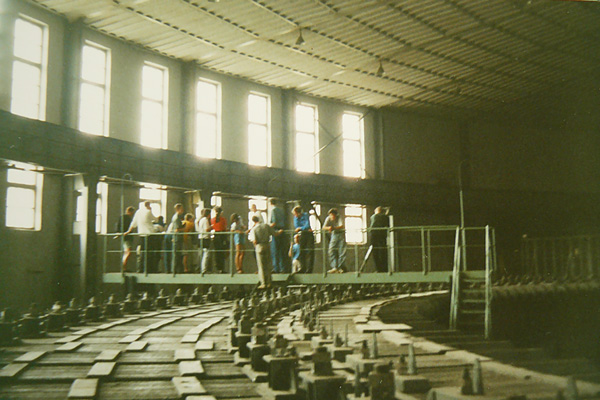
Екскурсія над магнітом синхрофазотрона

Синхрофазотрон ОІЯД — слабкофокусувальний протонний прискорювач типу синхрофазотрон на енергію до 10 ГеВ, розташований в Об'єднаному інституті ядерних досліджень.
Синхрофазотрон, споруджений у Дубні під керівництвом академіка АН СРСР В. Й. Векслера в кінці 1950-х років, дозволив прискорювати пучки протонів до енергії 10 ГеВ із квітня 1957 року, що було рекордною енергією, досягнутою на прискорювачах у той час. Він розташований в окремій будівлі, більшу частину якої займає гігантське кільце магніту. Діаметр магніту досягає майже 60 м, маса — 36 000 т, і загальна потужність генераторів в імпульсі — 140 МВт. Максимальна напруженість магнітного поля — 13 000 ерстед, час циклу прискорення — 3,3 с. 1970 року в синхрофазотроні також отримано перші пучки релятивістських дейтронів з енергією 10 ГеВ, згодом прискорювалися також ядра різних хімічних елементів аж до сірки.
У 1959 році колектив фізиків і інженерів під керівництвом В. І. Векслера отримав Ленінську премію за створення синхрофазотрона на 10 ГеВ.
2002 року припинив роботу і демонтується . Ярмо магніту планується залишити, всередині нього буде розташовано бустерне кільце для проєктованого колайдера NICA.